# Topolovci
Topolovci (mađarski: Jegenyés, prekomurski: Topolouvci, njemački: Topolschitz) naselje u slovenskoj Općini Cankova. Topolovci se nalazi u pokrajini Prekmurju i statističkoj regiji Pomurju. 

## Stanovništvo
Prema popisu stanovništva iz 2002. godine naselje je imalo 70 stanovnika.